# Hunteria myriantha
Hunteria myriantha är en oleanderväxtart som beskrevs av E. Omino. Hunteria myriantha ingår i släktet Hunteria och familjen oleanderväxter. Inga underarter finns listade i Catalogue of Life.